# Zoco Al-Hamidiyah
El Zoco Al-Hamidiyah (en árabe: سوق الحميدية ) es el zoco más grande y central de Siria, ubicado dentro de la antigua ciudad amurallada de Damasco, junto a la Ciudadela. El zoco mide unos 600 metros (2,000 pies) de largo y 15 metros (49 pies) de ancho, y está cubierto por un arco de metal de 10 metros (33 pies) de altura. El zoco comienza en la calle Al-Thawra y termina en la plaza de la Mezquita de los Omeyas, y el antiguo templo romano de Júpiter tiene 40 pies de altura en su entrada.

## Historia

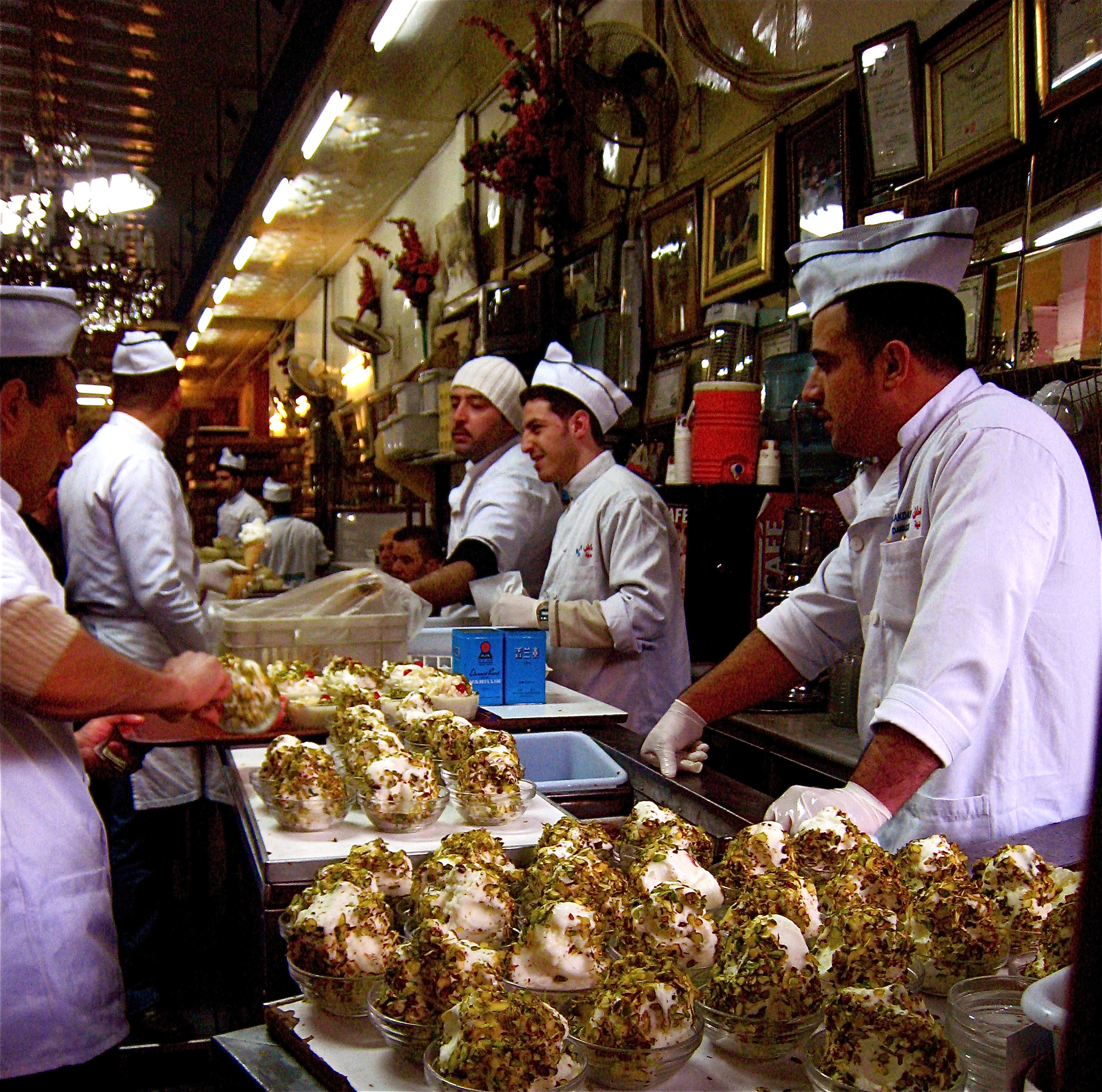
El famoso buẓa sirio en la heladería Bakdash.

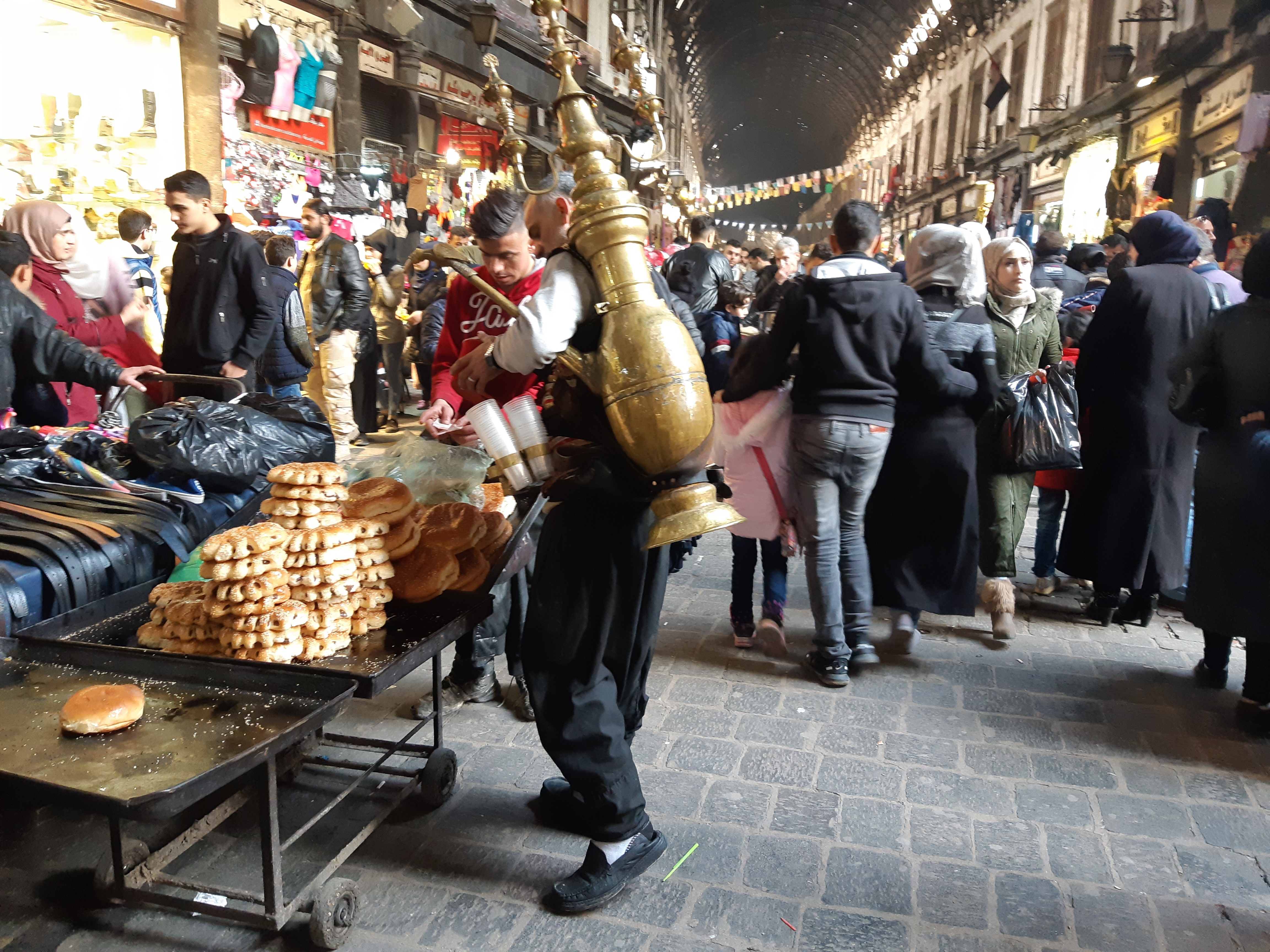
In Al-Hamidiyah Souq

El zoco se remonta a la era otomana, se construyó a lo largo del eje de la ruta romana al Templo de Júpiter alrededor de 1780 durante el reinado del Sultán Abdul Hamid I, y luego se extendió durante el reinado del Sultán Abdul Hamid II. Hoy en día es uno de los distritos comerciales más populares de Siria, con cientos de emporios de ropa, tiendas de artesanía que venden artesanía tradicional y joyería, cafés, tiendas de comestibles, puestos de comida y heladerías. Antes de la actual Guerra Civil Siria, era una de las principales atracciones de Damasco y fue visitada por muchos extranjeros, incluyendo europeos y árabes del Golfo. pero sigue siendo una atracción popular entre los lugareños y los sirios.
Aunque ha habido muchos enfrentamientos violentos alrededor de Damasco y en algunos de sus barrios, el zoco no se ha visto afectado de ninguna manera por la guerra en ya casi terminada, aunque se han llevado a cabo protestas y manifestaciones pacíficas en el cercano zoco Medhat Pasha, que se extiende desde el zoco Al Hamidiyah.
Fue uno de los tesoros que se presentó en el documental de la BBC del año 2005 , "La vuelta al mundo", en 80 Tesoros presentados por Dan Cruickshank.